# Колымага

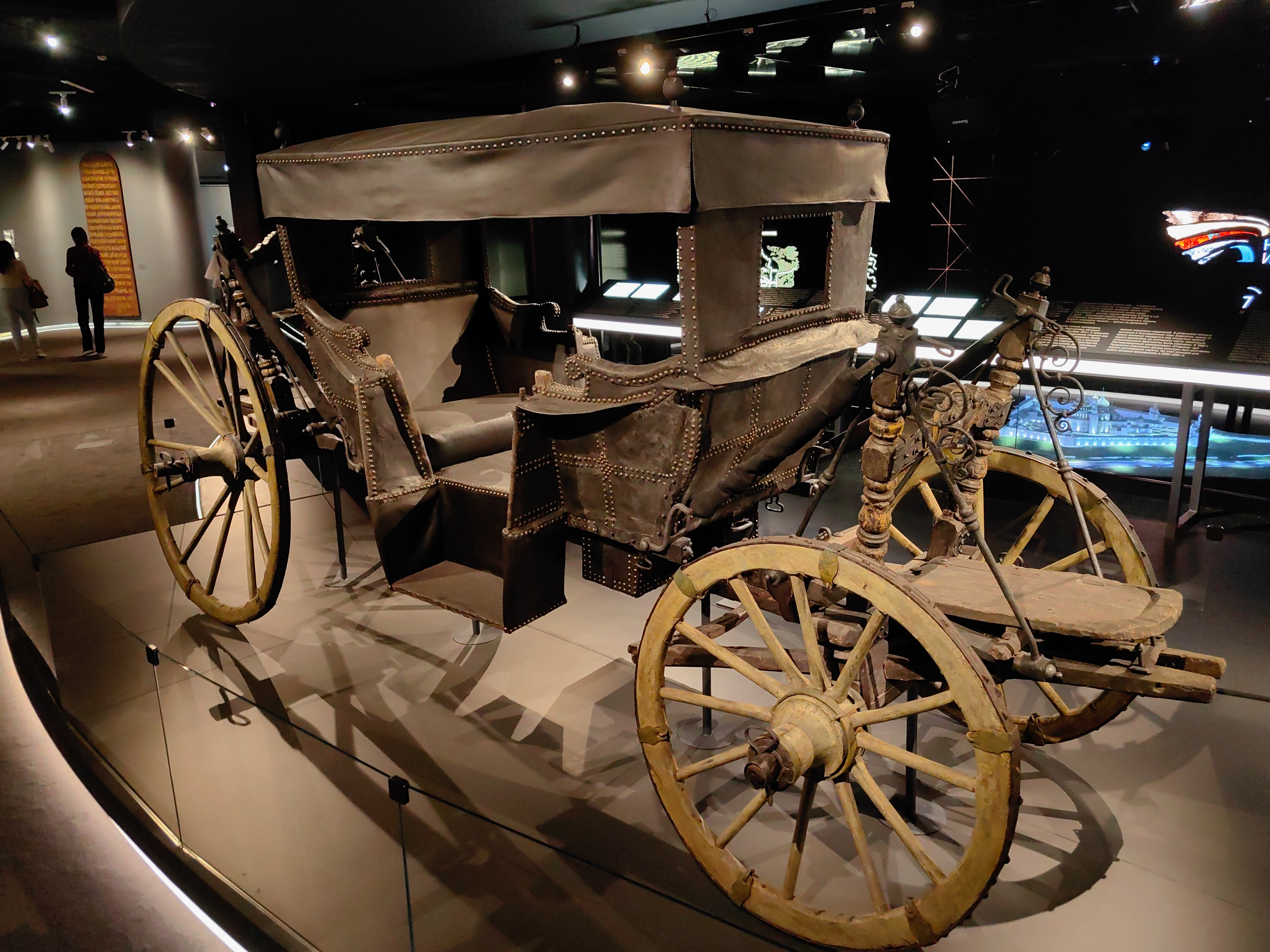
Карета (колымага) патриарха Никона в музее «Новый Иерусалим», 1650-е

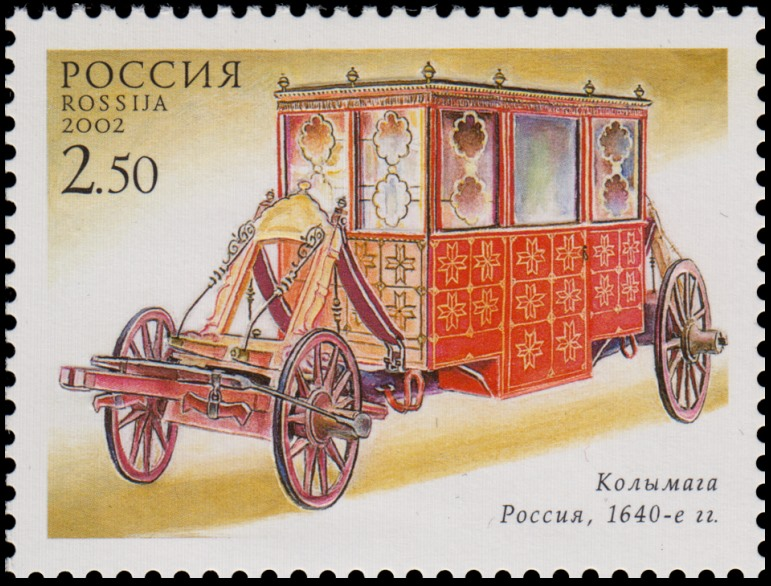
Колымага боярина Н. И. Романова. Россия, 1640-е гг. Собрание экипажей Оружейной палаты

Колыма́га — закрытый или полузакрытый летний конный экипаж с жёстким креплением кузова к осям колёс, использовавшийся в Московском государстве в XVI—XVII веках.

## История
Название этого экипажа происходит, вероятно, от слова «колимаг», или «колимог», зафиксированного в древнерусском языке в XIV—XV веках в значении «шатёр». В древнечешском и старопольском языках производные от этого понятия уже в XV веке означали повозку.
Первоначально колымагой назывался «закрытый экипаж шатрового типа с кожаными пологами, закрывающими оконные отверстия», произошедший, возможно, от колёсных повозок кочевых народов. Позднее колымаги приобрели кузов, подобный каретному, однако так и не получили ни рессорной подвески, ни поворотного механизма, так что для маневрирования им нередко приходилось вручную заносить задние колёса. Использовались они в основном для перевозки знатных женщин, тогда как мужчины до середины XVII века обычно ездили верхом. Ездили на колымагах и архиереи. Русские послы иногда называли колымагами и западноевропейские колёсные экипажи. С начала XVII века в Московское государство начали ввозить европейские кареты с рессорами, но, по сведениям Г. К. Котошихина, ещё в 1660-х годах традиционным летним женским транспортом оставались колымаги (зимним — так называемые каптаны). Некоторые колымаги изготавливались с богатой отделкой: так, в 1667 году царь Алексей Михайлович приказал сделать в Оружейной палате для своей жены Марии Ильиничны «колымагу деревянную золоченую со всем прибором и по золоту роспись розными цветными краски». Однако с конца 1660-х годов в России стали стремительно распространяться кареты. 
После перехода русской знати на кареты словом «колымага» стали уничижительно называть любое транспортное средство плохого качества. По данным В. И. Даля, в Воронежском и Курском краях России это слово означало «повозка с верхом, длинная кибитка, тарантас», а в Нижегородском крае — «сноповая телега, сноповозка, рыдван, одр». Во второй половине XIX века и даже в СССР в 1920-х—1930-х годах колымагами назывались телеги с опрокидывающимся кузовом для перевозки песка и камня, вывоза городского мусора и нечистот.
Колымажный переулок в Центральном административном округе города Москвы был назван по расположенному здесь (по другой версии, на Пречистенке) в XVII—XVIII веках Колымажному двору, где хранились царские экипажи. В московском Кремле в XVI—XVII веках существовали Колымажные ворота, над которыми в 1636 году была построена Гербовая башня.